# Mongoloraphidia (Kirgisoraphidia) nurgiza
Mongoloraphidia (Kirgisoraphidia) nurgiza is een kameelhalsvliegensoort uit de familie van de Raphidiidae. De soort komt voor in Kirgizië.
Mongoloraphidia (Kirgisoraphidia) nurgiza werd voor het eerst wetenschappelijk beschreven door H. Aspöck et al. in 1997.